# 爱诺

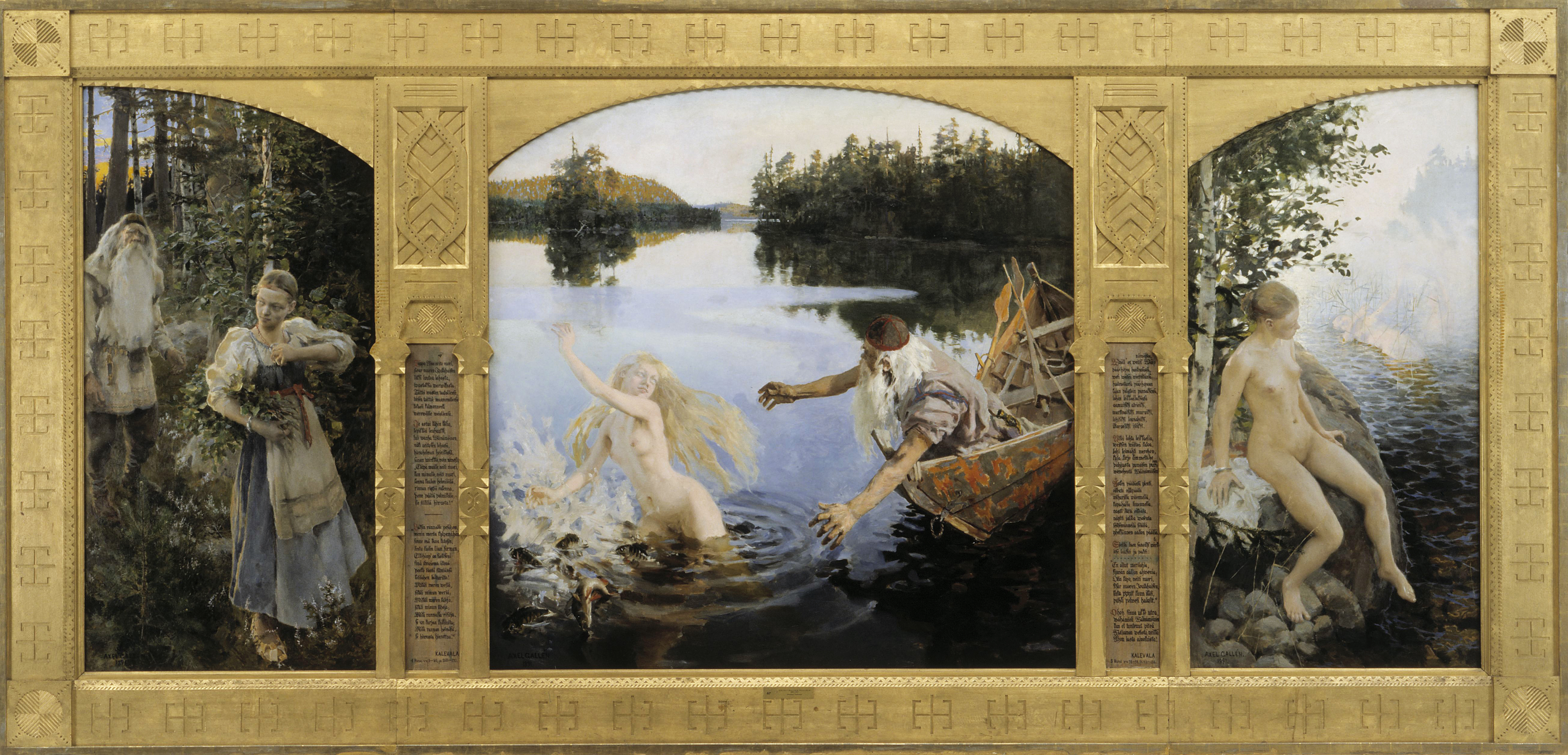
由阿克塞利·加伦-卡勒拉在1891年创作的《爱诺》三联画，他妻子玛丽为爱诺的模特。左幅表现的是万奈摩宁和爱诺第一次在森林里相见。右幅表现的是悲伤的爱诺在岸边哭泣并听从在戏水的水神韦拉摩侍女们的召唤。中幅表现的是正在钓鱼的万奈摩宁扔掉一条小鱼，而小鱼却现身为爱诺，爱诺嘲笑万奈摩宁并永远地消失了。

爱诺（芬蘭語：Aino）是芬兰民族史诗《卡勒瓦拉》中的一个人物。

## 简介
史诗中叙述道爱诺是尤卡海宁的漂亮妹妹。尤卡海宁在一场唱魔法歌的决斗中输于万奈摩宁而被困身于泥沼中，为了拯救自己他许诺自己的妹妹嫁给万奈摩宁。爱诺的母亲对于自己的女儿要嫁给著名且出身好的人感到高兴，可是爱诺自己却不想嫁给一个老头。不愿服从命运，爱诺投水自尽（或者变成了水精）。然而她变成一条鲈鱼嘲讽正在节哀的万奈摩宁。
芬兰语名字，意为“唯一”，是《卡勒瓦拉》编撰者埃利亚斯·伦罗特创造出来的。在原始的唱诗中她被提及为“唯一的女儿”或“仅有的妹妹”（aino tyttönen, aino sisko）。

## 民族浪漫主义
在19世纪末期浪漫民族主义时期，这个神话人物的名字被芬兰启蒙运动者采用为教名。在第一批采用此教名的人物当中有生于1871年的爱诺·耶内费尔特（爱诺·西贝柳斯），以及生于1878年的爱诺·克龙（即后来的爱诺·卡拉斯）。
据芬兰人口登记中心的统计，自1900年起有超过7万名女性取名为爱诺。该名字尤其在20世纪初期特受欢迎，在1900至1930年代接近4万女性的前名为爱诺。在21世纪时又开始流行，在2000至2010年代有1万6千名女性的前名为爱诺。

## 图集

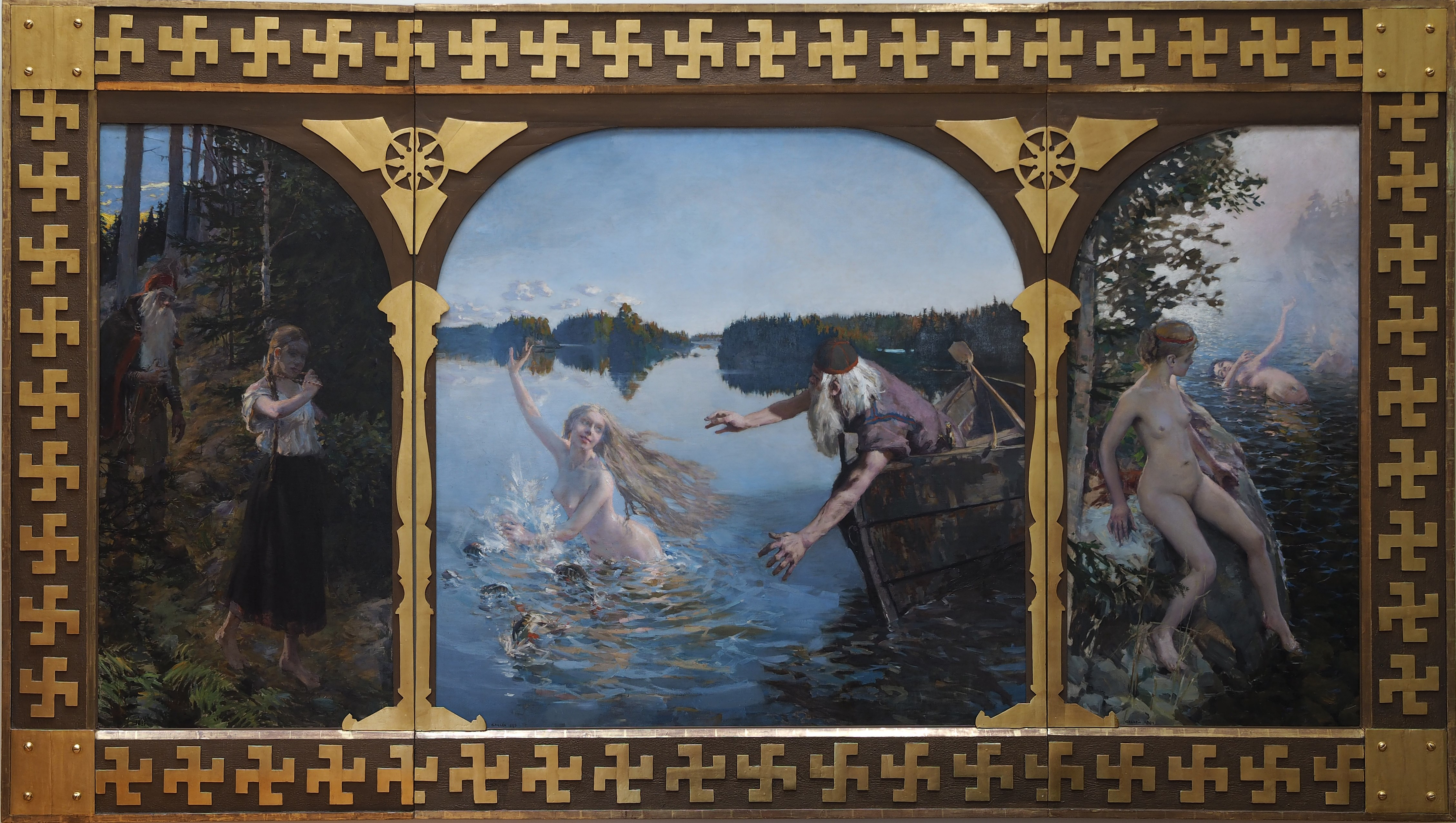
由加伦-卡勒拉在1889年创作的三联画的较早的一个版本，爱诺的模样跟一位法国模特相像
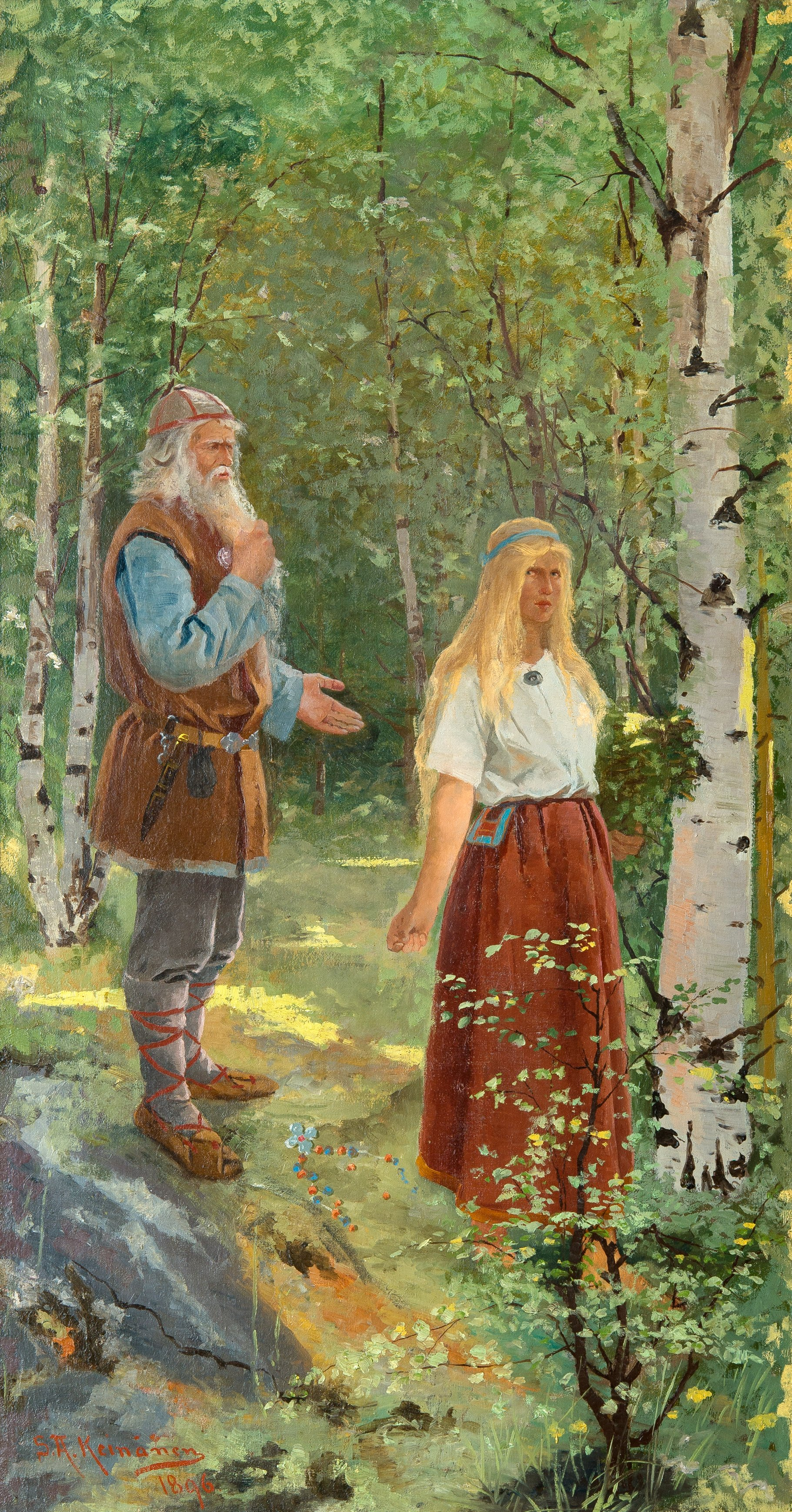
万奈摩宁和爱诺（Väinämöinen ja Aino），西格弗里德·奥古斯特·凯内宁（芬蘭語：S. A. Keinänen），1896
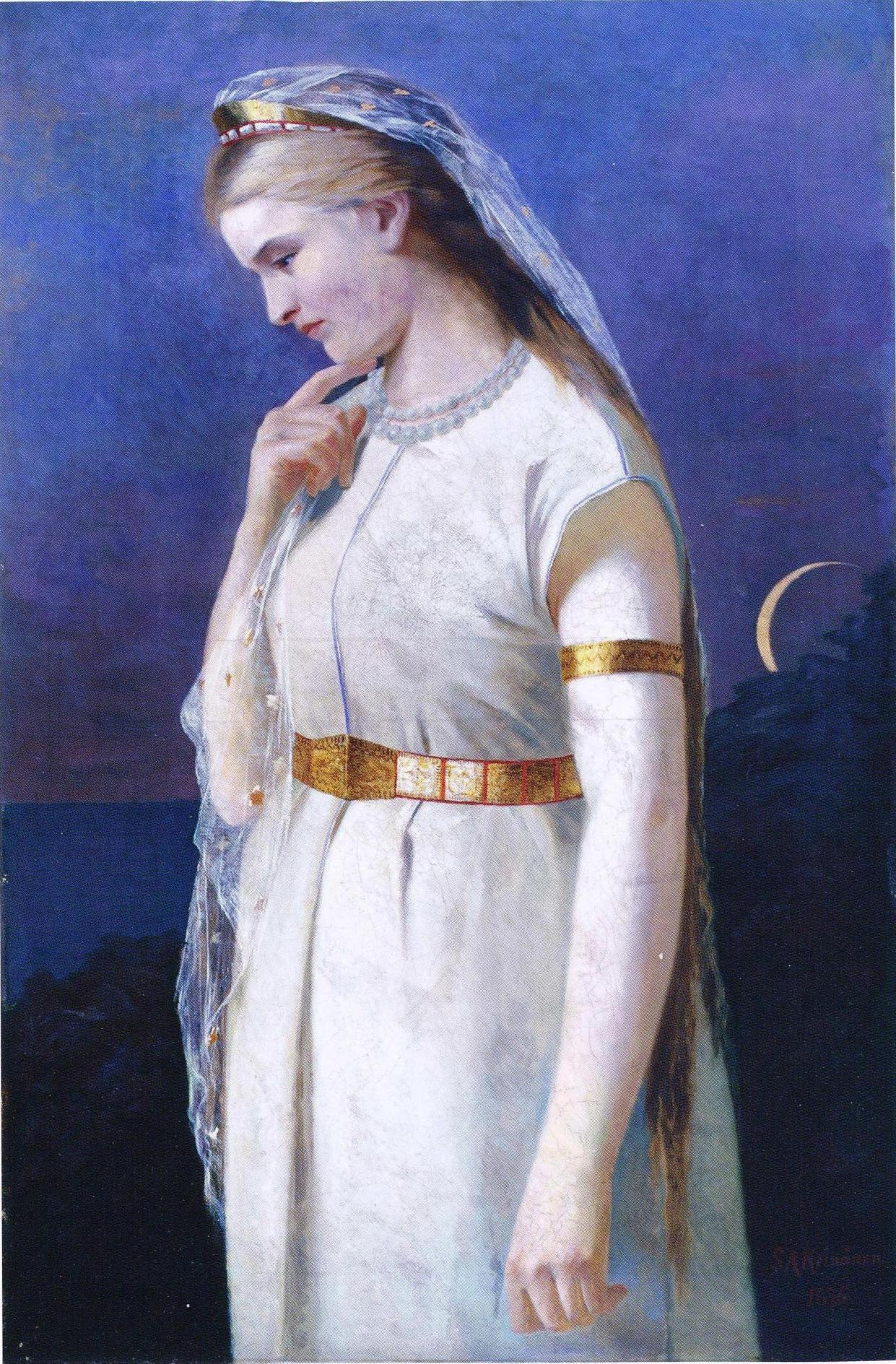
海边的爱诺（Aino meren rannalla），西格弗里德·奥古斯特·凯内宁，1876
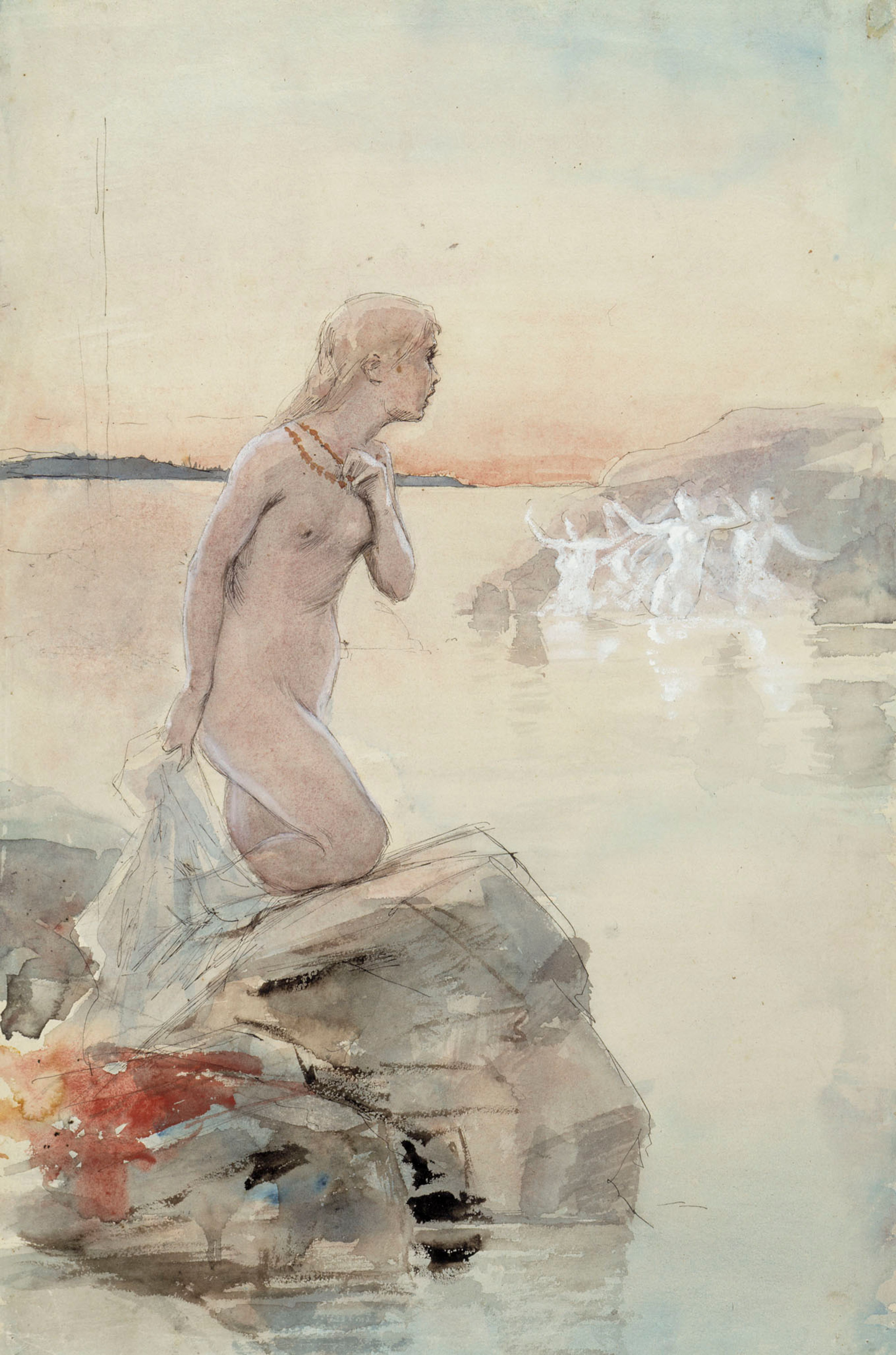
爱诺，阿尔贝特·埃德费尔特，水彩画
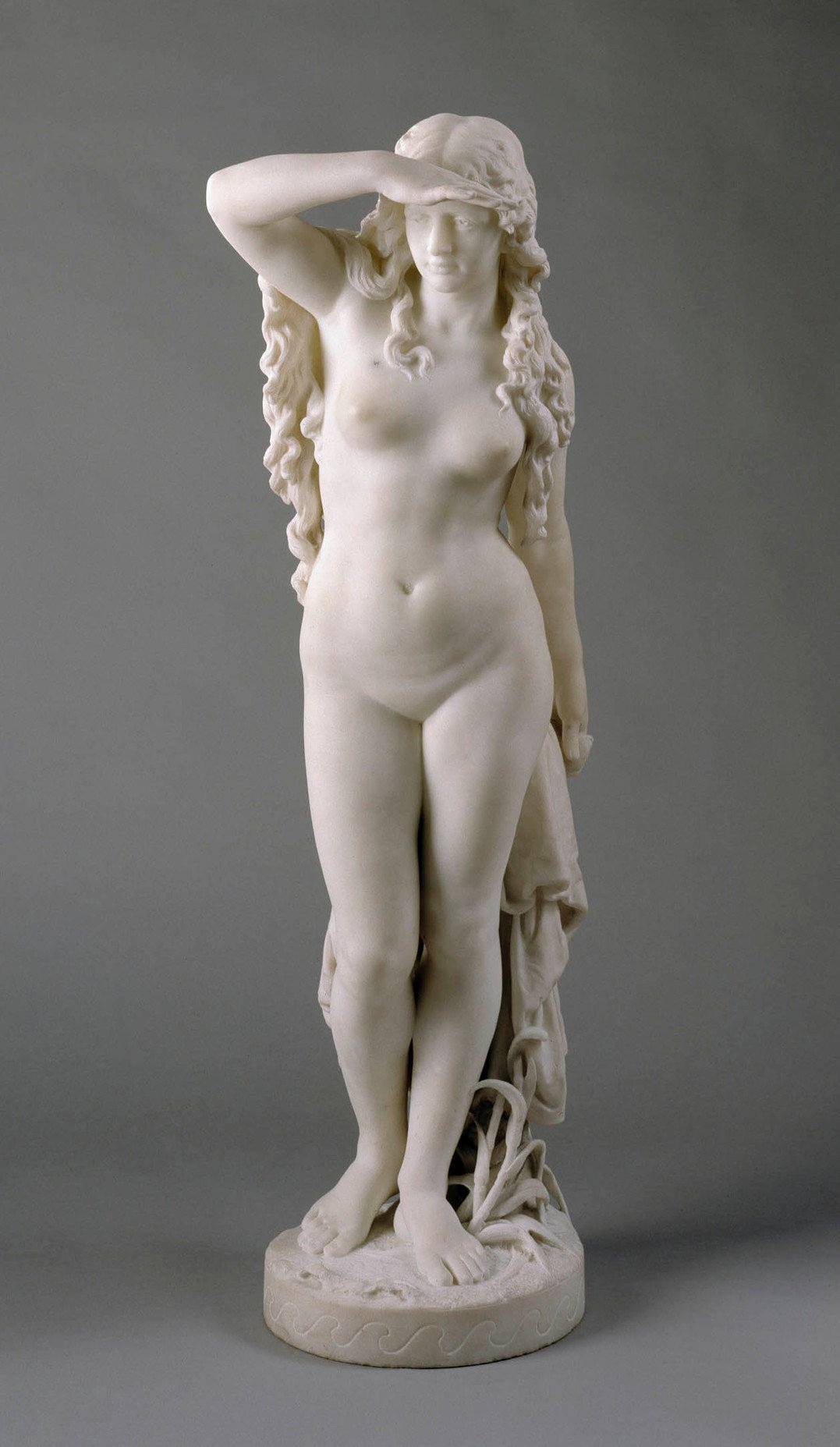
眺望海洋的爱诺（Aino, merelle katsova），约翰内斯·塔卡宁（芬蘭語：Johannes Takanen），1876
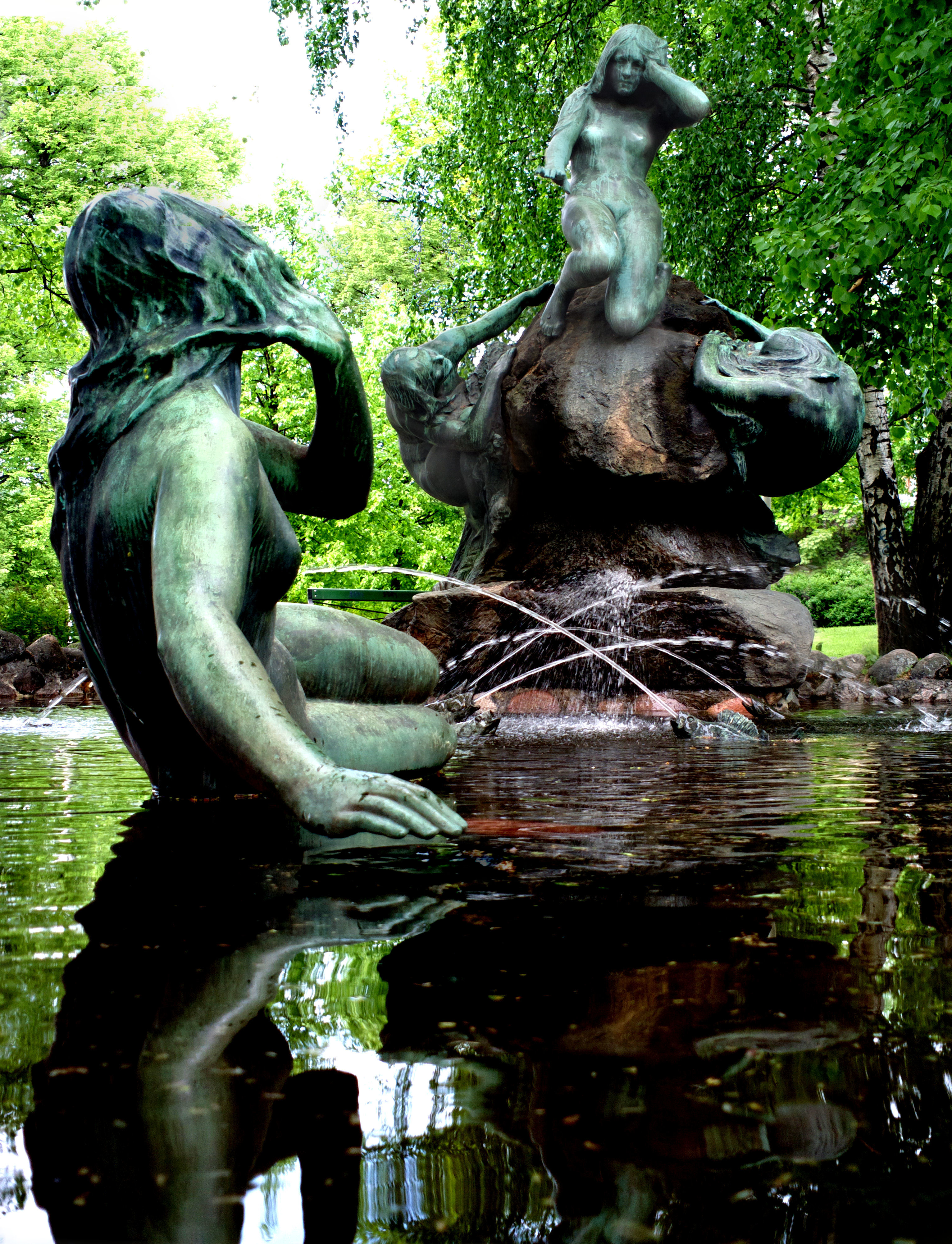
位于拉赫蒂的爱诺喷水池，埃米尔·维克斯特伦（芬蘭語：Emil Wikström），1912
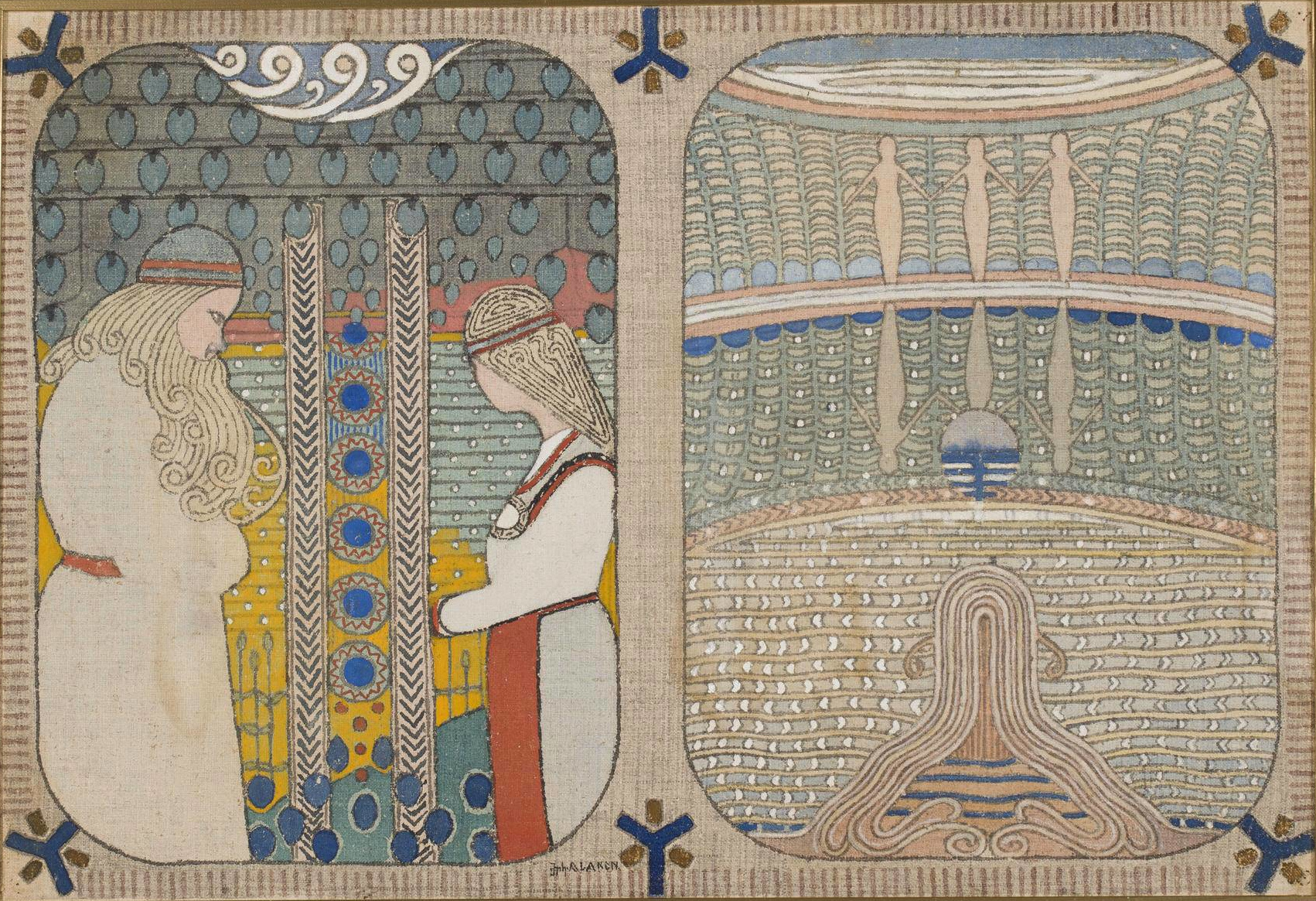
向爱诺求婚（Ainon kosinta）、爱诺投水（Aino hukuttautuu），约瑟夫·阿拉宁（芬蘭語：Joseph Alanen），1908–1910
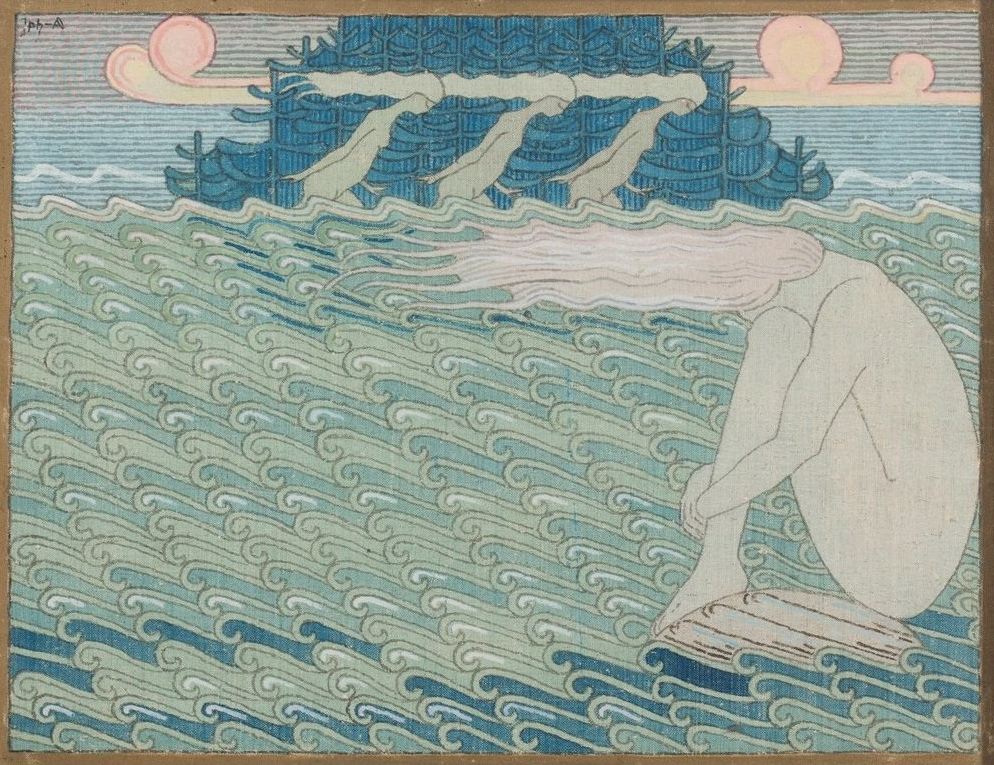
岬角上的少女们（Neiet nietten nenissä），约瑟夫·阿拉宁，1919–1920